# جون رايموند هنري
جون رايموند هنري (بالإنجليزية: John Raymond Henry)‏ هو نحات أمريكي، ولد في 1943 في ليكسينغتون في الولايات المتحدة.